# Viens danser le twist
Albums de Johnny Hallyday
Tête à tête avec Johnny Hallyday (33 tours 25cm)
(1961) Retiens la nuit (33 tours 25cm)
(1962)
Singles
1. Douce violence, Nous quand on s'embrasse, Tu peux la prendre, Il faut saisir sa chance
Sortie : 20 septembre 1961
2. Viens danser le twist, Let's Twist Again, Avec une poignée de terre, Toi qui regrettes
Sortie : 25 septembre 1961

Viens danser le twist est le quatrième 33 tours 25 cm et le premier édité chez Philips de Johnny Hallyday. Il sort le 20 septembre 1961.

## Histoire
Du 5 au 12 septembre 1961, Johnny Hallyday est à Londres, où il grave ses premiers enregistrements pour la maison de disques Philips.  Les sessions d'enregistrement aux studios Fontana sont réalisés par Jack Baverstock et Lee Hallyday.

## Autour du disque
20 septembre 1961 :
- 33 tours 25cm Philips édition mono B 76534[1] (l'édition mono sort sous deux pochettes légèrement différentes[2],[3])
- 33 tours 25cm Philips édition stéréo 840926 BZ[4]

Les singles :
- super 45 tours Philips B 432592[5] : Douce violence - Nous quand on s'embrasse - Tu peux la prendre - Il faut saisir sa chance (ce disque existe sous quatre pochettes légèrement différentes[6]).
- 45 tours promotionnel Philips B 372901F : Nous quand on s'embrasse - Tu peux la prendre[7]
- 45 tours promotionnel Philips B 372902F : Il faut saisir sa chance - Douce violence[7]

25 septembre 1961 :
- Super 45 tours Philips 432 593[8] : Viens danser le twist - Let's Twist Again - Avec une poignée de terre, Toi qui regrettes (Cet EP est diffusé sous trois pochettes différentes[9]).
- 45 tours promotionnel Philips 372905 : Viens danser le twist - Let's Twist Again[10]
- 45 tours promotionnel Philips 372906 : Avec une poignée de terre - Toi qui regrettes[10]

## Liste des titres
| 1. | Nous quand on s'embrasse (High School Confidential)                | Jil et Jan (adaptation)                   | Ron Hargrave (en), Jerry Lee Lewis  | 2:39 |
| 2. | Toi qui regrettes                                                  | Jil et Jan                                | Johnny Hallyday                     | 3:07 |
| 3. | Avec une poignée de terre (A Hundred Pounds of Clay (en))          | Rudi Revil, Manou Roblin (adaptation)     | Kay Rogers, Luther Dixon, Bob Elgin | 2:12 |
| 4. | Tu peux la prendre (You Can Have Her)                              | André Salvet, Lucien Morisse (adaptation) | B. Cook                             | 2:37 |
| 5. | Viens danser le Twist (Let's Twist Again / 1re partie en français) | Georges Gosset (adaptation)               | Kal Mann (en), Dave Appell (en)     | 2:06 |
| 6. | Let's Twist Again (2e partie en anglais)                           | Kal Mann, Dave Appel                      | Kal Mann, Dave Appel                | 2:06 |
| 7. | Douce Violence                                                     | Clément Nicolas, Georges Garvarentz       | Georges Garvarentz                  | 2:27 |
| 8. | Il faut saisir sa chance                                           | Charles Aznavour                          | Georges Garvarentz                  | 2:37 |

## Musiciens
- Harry Robinson : direction orchestre
- Joe Moretti : guitare solo
- Big Jim Sullivan : guitare rythmique
- Brian Locking : basse
- Andy White : batterie
- Georgie Fame : piano
- Jean Toscan : saxophone

## Classements hebdomadaires
| Classement (2003) | Meilleure position |
| ----------------- | ------------------ |
| France (SNEP)     | 28                 |

| Classement (2019)            | Meilleure position |
| ---------------------------- | ------------------ |
| Belgique (Wallonie Ultratop) | 184                |